# USS Congress (1799)
Pour les autres navires du même nom, voir USS Congress.
L'USS Congress est une frégate trois-mâts de 38 canons de l'United States Navy en service entre 1800 et 1834. Le nom du navire a été choisi par le président George Washington qui souhaitait promouvoir un organe majeur de la Constitution des États-Unis. Sa construction fut confiée le 27 mars 1794 à James Hackett à Portsmouth, dans le New Hampshire. Elle est lancée le 15 août 1799.
Il s'agit de l'une des six frégates originelles de l'United States Navy dont la construction fut autorisée par le Naval Act of 1794 dans le but de protéger les intérêts commerciaux des États-Unis en mer. L'architecte de marine Joshua Humphreys se voit confier la mise au point des plans de ces bâtiments avec la tâche de créer six nouvelles frégates, navires capitaux plus larges et mieux armées que les standards de l'époque.
Intégrée à la toute nouvelle United States Navy, les missions de la Congress consistent principalement à protéger les navires de commerce américains durant la quasi-guerre avec la France et contre les Barbaresques lors de la guerre de Tripoli, ou première guerre barbaresque que les États-Unis remportent en 1805. Au cours de la guerre anglo-américaine de 1812, la frégate Congress réalise de nombreuses patrouilles avec son sister-ship, le President et, à ces occasions, capture ou participe à la capture de vingt navires de la marine marchande britannique. À la fin de l'année 1813, du fait de l'absence de pièces de rechange et les dégâts consécutifs à ses combats, elle doit être placée dans la flotte de réserve jusqu'à la fin du conflit. Elle reprend du service en 1815 pour participer à la seconde guerre barbaresque et effectue à cette occasion de nombreuses patrouilles durant l'année 1816. Lors des années 1820, elle participe aux missions de suppression de la piraterie dans les Caraïbes, mais également à de nombreux voyages en Amérique du Sud et en Chine, où elle se trouve être le premier navire de guerre américain à s'y rendre. La Congress passe ses dix dernières années de service à quai, son rôle étant de loger les nouveaux marins à quai en attente de leur assignation sur un navire opérationnel. L'ordre de la détruire est finalement donné en 1834. L'opération prend fin la même année.

## Caractéristiques et construction

### Construction

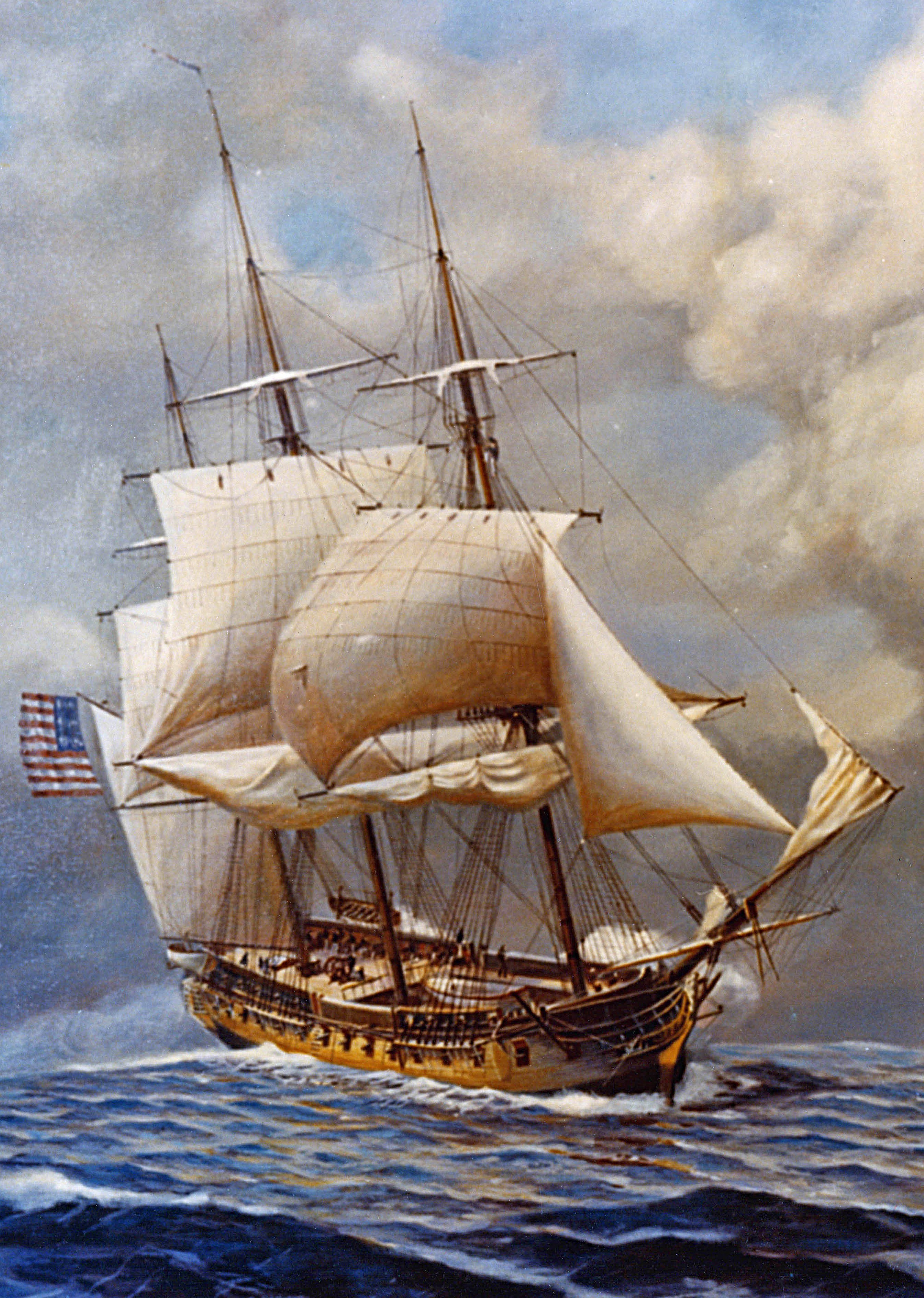
La, sister-ship de la Congress construite d'après les mêmes plans, ici sur un tableau la dépeignant lors du combat qui l'oppose à l'Insurgente (détail).

En 1785, des pirates barbaresques, notamment d'Alger, commencent à s'emparer de navires marchands américains en mer Méditerranée. Durant la seule année 1793, onze navires américains sont capturés, leurs équipages et leurs marchandises pris en otages en vue d'une rançon. Pour contrer cette menace, des propositions visant à pourvoir les navires de commerce d'escortes militaires sont avancées, dont résulte le Naval Act of 1794,. Cette loi alloue des fonds permettant la construction de six frégates. Une clause stipule également que si un arrangement pacifique parvenait à être conclu avec Alger, la construction des navires serait alors interrompue,.
L'élaboration des plans de ces navires, confiée à l'architecte de marine Joshua Humphreys, est inhabituelle pour l'époque : les navires disposent d'une quille plus longue, mais le maître-bau est moins important tandis que les canons embarqués sont plus puissants. La conception prévoit la mise en place d'un échantillonnage en diagonal dans le but de réduire la formation d'un arc tout en donnant aux bâtiments un bordage extrêmement lourd. Ce procédé permet à la coque, plus massive, de gagner en résistivité, surtout en comparaison des frégates « conventionnelles » de l'époque. L'idée d'Humphrey est basée sur le fait que les États-Unis, fondés depuis peu, ne peuvent se permettre de construire des navires aussi majestueux que les navires européens qui sont des navires de ligne allant jusqu'à environ 120 canons,,.
Le nom du navire est choisi par le président George Washington en référence à un organe essentiel prévu par la Constitution des États-Unis,. La quille est indiquée comme posée en 1795 au chantier naval de Portsmouth, dans le New Hampshire. James Hackett est chargé de diriger la construction du bâtiment et le capitaine James Sever d'en effectuer la supervision. Sa construction progresse lentement, puis est complètement suspendue en mars 1796, lorsqu'un traité de paix est signé avec la régence d'Alger,. La Congress mouille alors au chantier de Portsmouth, inachevée, avant que les relations avec la France ne se détériorent en 1798 et que commence la quasi-guerre. À la demande du président John Adams, des fonds sont votés le 16 juillet de la même année afin d'en finir la construction.
Le coût total de sa construction s'élève à 197 246 $.

### Armement

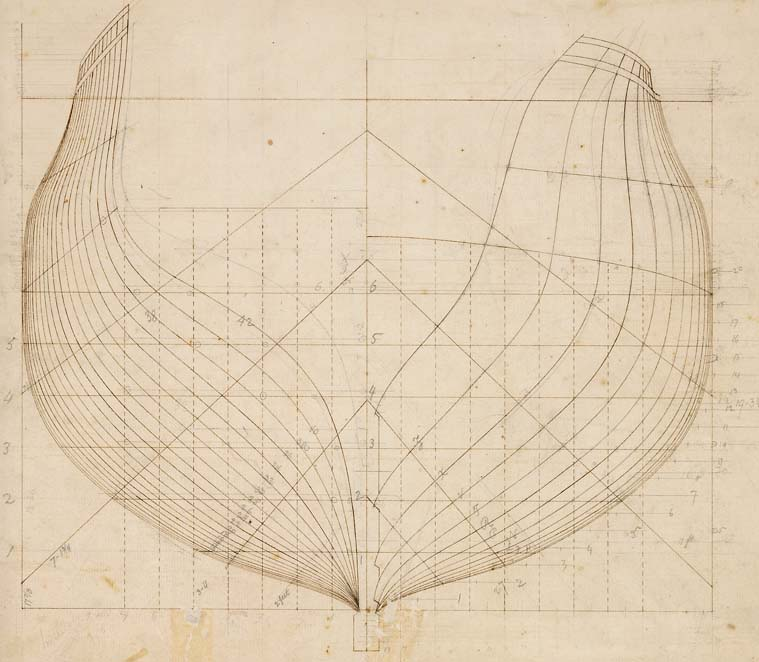
Dessin de la coque de la Congress et de la.

Le Naval Act of 1794 prescrivait la construction de frégates de 36 canons. Cependant, la Congress et son sister-ship, la Constellation furent reclassées en 38 canons du fait de leurs dimensions plus importantes : 164 pieds (50 m) de long pour 41 pieds (12,5 m) de large,,.
La classification de la Congress comme frégate de 38 canons n'est toutefois qu'une approximation étant donné qu'elle a souvent emporté jusqu'à 48 canons. Les navires de cette époque ne disposent pas de pièces installées de manière permanente, contrairement aux navires actuels. Les canons sont en effet construits pour pouvoir être souvent échangés entre les navires en fonction des besoins du moment et des disponibilités. Chaque commandant équipe son bâtiment selon ses propres exigences, en tenant compte de facteurs comme le poids total du navire, l'importance de l'équipage ainsi que la route à emprunter, déterminant des conditions météorologiques différentes et donc des environnements plus ou moins adaptés au transport de nombreuses pièces. En conclusion, l'armement d'un navire peut beaucoup varier au cours de sa période opérationnelle, et ces changements ne sont pas toujours consignés.
Durant son premier voyage, durant la quasi-guerre contre la France, la Congress est armée de quarante canons, dont vingt-huit de 18 livres (8 kg) et douze de 9 livres (4 kg). Au cours de la guerre de 1812, elle est armée cette fois-ci d'un total de quarante-quatre pièces : vingt-quatre de 18 livres (8 kg) et vingt de 32 livres (15 kg).

## Carrière

### Quasi-guerre

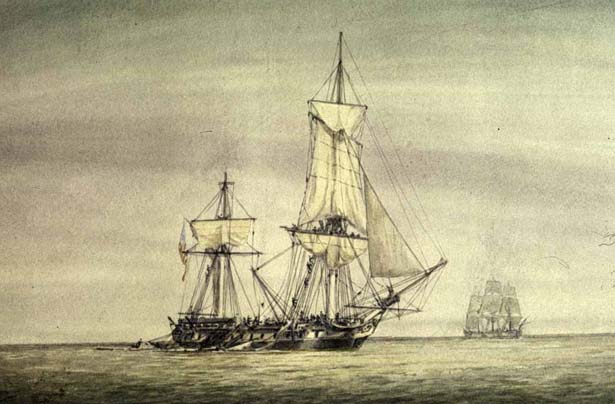
La se préparant à engager le combat contre la Vengeance le 1er février 1800 dans le cadre de la quasi-guerre.

La Congress est lancée le 15 août 1799 sous le commandement du capitaine James Sever qui a supervisé sa construction. Son armement est installé à bord à Rhode Island. Il consiste en vingt-huit canons de 18 livres et douze canons de 9 livres. La frégate prend ensuite la mer pour son voyage inaugural le 6 janvier 1800, naviguant avec une autre frégate, l'Essex, dans le but d'escorter des navires marchands jusqu'aux Indes orientales néerlandaises,. Six jours plus tard, elle perd la totalité de ses mâts au cours d'une forte tempête. Le gréement a cédé du fait de la différence de température entre la zone froide où il a été tendu et noué, et l'atmosphère bien plus chaude dans laquelle elle s'est aventurée. Faute d'être pleinement soutenus et assujettis par le haubanage, les mâts de la Congress finissent tous par s'effondrer en seulement quatre heures, tuant un membre d'équipage qui tentait de réparer le grand mât,.
L'équipage grée en urgence une voile de secours, permettant à la frégate de rallier le chantier naval de Gosport en Virginie. Une fois à terre, quelques officiers subalternes de Sever déclarent n'avoir aucune confiance dans son aptitude au commandement. Après enquête, ce dernier est lavé de tout soupçon de faute. Il est confirmé au commandement de la Congress même si nombre des membres de son équipage sont transférés vers la Chesapeake,.
Maintenue à quai pendant six mois pour remplacement et réparation de ses mâts et de son gréement, elle reprend finalement la mer le 26 juillet 1800 pour, encore une fois, naviguer en direction des Indes orientales néerlandaises. Elle assure alors la surveillance de convois de navires marchands, tout en cherchant des navires français à capturer. À deux occasions, elle manque de s'échouer ; une première fois, en poursuivant un corsaire français, elle s'est dirigée vers des hauts-fonds où de gros rochers étaient visibles sous la surface. Bien que leur profondeur exacte demeure inconnue, Sever abandonna immédiatement la poursuite et changea de route afin de gagner des eaux plus profondes. La seconde fois, alors qu'elle se trouve de nuit à proximité des îles Caïques, elle dérive et s'approche dangereusement de récifs. À l'aube, ce sont des veilleurs qui sont les premiers à faire état de cette situation,.
Le 3 février 1801, le traité de Mortefontaine est conclu avec la France ; la Congress gagne alors Boston en avril. Conformément à une loi votée par le Congrès le 3 mars de la même année et signée par le président John Adams, treize frégates alors en service sont rappelées aux États-Unis. Sept d'entre elles, dont la Congress, sont placées en réserve. Naviguant en direction du chantier naval de Washington, elle passe à proximité de Mount Vernon d'où le capitaine Sever ordonne de naviguer voiles repliées, pavillon en berne et de tirer une bordée de treize canons en hommage à George Washington, récemment décédé. La Congress, retirée du service, se trouve à quai avec la United States et le New York,,.

### Guerre de Tripoli

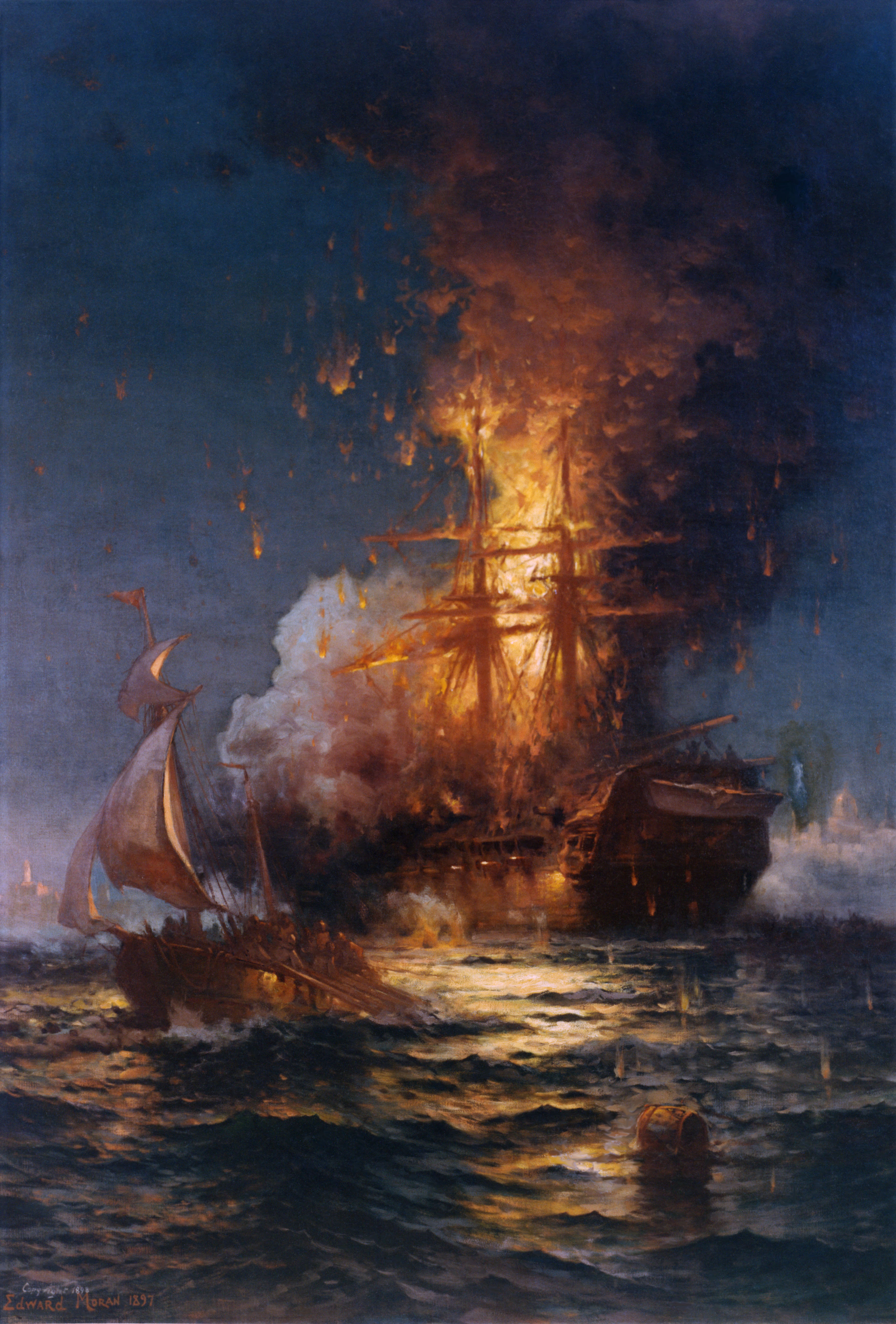
La frégate, autorisée par le Naval Act of 1798, est brûlée dans le port de Tripoli dans la nuit du 16 février 1804.

Durant la Quasi-guerre, des différends avec les États barbaresques sont endigués par le paiement de tributs évitant l'attaque voire la capture des navires marchands américains. En 1801, le pacha de Tripoli, Yusuf Karamanli, mécontent du tribut qu'il recevait en comparaison de celui perçu par la régence d'Alger, exige de recevoir immédiatement un règlement de 250 000 $. En réponse, le président Thomas Jefferson envoie une escadre de frégates en Méditerranée dans le but de protéger les navires marchands et de maintenir la paix avec les États barbaresques,. C'est toutefois le début de la guerre de Tripoli, également appelée première guerre barbaresque.
La première escadre, sous le commandement du commodore Richard Dale à bord du President, a pour mission d'escorter les navires marchands à travers la Méditerranée mais également de négocier avec les dirigeants des états barbaresques. Une seconde escadre est créée, sous la direction de Richard Valentine Morris, à bord de la Chesapeake ; néanmoins, les médiocres résultats de cette seconde escadre entrainent le rappel de Morris et pèsent sur son futur renvoi de la Navy en 1803. Une troisième escadre est constituée avec Edward Preble à sa tête. S'engageant avec son navire amiral, la Constitution, cette escadre remporte le 14 juillet 1804 la seconde bataille navale du port de Tripoli.
En avril, le président Jefferson ordonne le renforcement de l'escadre commandée par Preble et décide en conséquence la création d'un nouveau groupement naval dirigé par le commodore Samuel Barron. Cette escadre est composée du President, de la Congress, de la Constellation et de l'Essex. La Congress est alors placée sous le commandement du capitaine John Rodgers et passe deux mois à quai afin d'être convenablement préparée. Le groupement quitte les États-Unis fin juin et atteint Gibraltar le 12 août. La Congress et l'Essex sont immédiatement envoyés en patrouille au large des côtes de Tanger. De retour deux semaines plus tard, tandis que l'Essex fait route vers Gibraltar, la Congress continue la sienne en direction de Tripoli,.
La Congress, accompagnée de la Constellation, assure le blocus de Tripoli et capture un chebec avant de faire route pour Malte le 25 octobre pour y être réparée. Le 6 novembre, le capitaine Rodgers prend le commandement de la Constitution, cédant sa place sur la Congress au capitaine Stephen Decatur. Début juillet 1805, la frégate est envoyée participer au blocus de la Tunisie avec le soutien de la goélette Vixen. Ils sont rejoints le 23 du mois par d'autres navires de l'US Navy,. Au début du mois de septembre, la Congress ramène l'ambassadeur tunisien jusqu'à Washington,, après quoi elle est placée en réserve au Washington Navy Yard et sert de navire-école pour les midshipmen, ce jusqu'en 1807.

### Guerre anglo-américaine de 1812

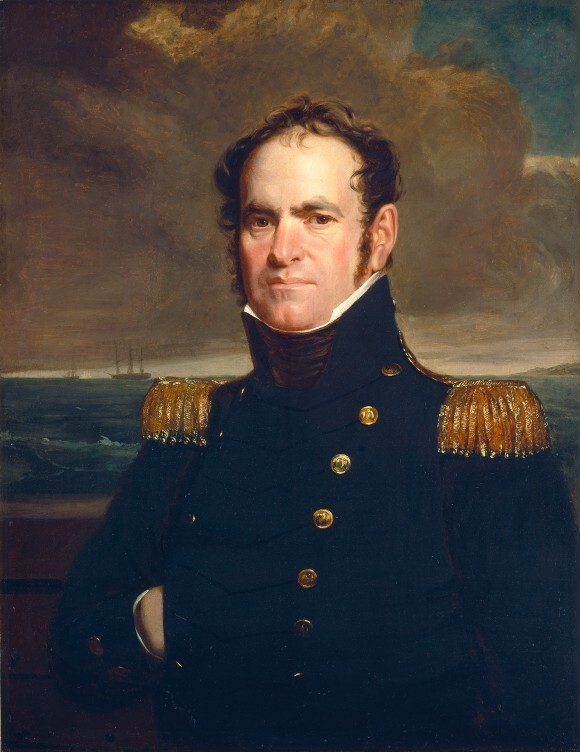
Portrait du commodore John Rodgers.

En 1811, la Congress nécessite d'importantes et coûteuses réparations avant sa remise en service sous le commandement du capitaine John Smith. Elle effectue des patrouilles de routine au début de l'année 1812. Avant la déclaration de guerre contre le Royaume-Uni et les colonies britanniques d'Amérique du Nord le 18 juin 1812, elle était affectée à l’escadron du commodore John Rodgers et naviguait en formation avec l'Argus, le Hornet, le President ainsi que l'United States,,.
Presque immédiatement informé par un navire marchand américain de passage, que de nombreux navires de commerce britanniques font route de la Jamaïque jusqu'en Grande-Bretagne, Rogers envoie la Congress à leur poursuite, mais cette dernière doit cesser lorsque le 23 juin le President engage une autre chasse avec la frégate HMS Belvidera,. La Congress se place derrière le President lors de la poursuite et tire de ses pièces de chasse la frégate ennemie qui parvient finalement à prendre la fuite. Incapable de capturer la frégate britannique, l'escadre reprend la poursuite des navires de commerce britanniques se dirigeant en Grande-Bretagne. Le premier juillet, ils commencent à suivre une succession de noix de coco et d'écorces d'orange que la flotte jamaïquaine a laissée derrière elle,. À seulement une journée de navigation de la Manche, l'escadre abandonne la poursuite le 13 juillet sur ordre de Rodgers, sans avoir pu apercevoir le convoi. Durant le trajet de retour vers Boston, la Congress participe à la capture de sept navires marchands, y compris celle d'un navire marchand américain pris par l'ennemi peu auparavant,,.
Pour sa seconde expédition contre les navires britanniques, la Congress quitte le port de Boston le 8 octobre. Elle est à cette occasion accompagnée du President. Le 31 du même mois, les deux navires se lancent à la poursuite de la frégate HMS Galatea qui escorte deux navires marchands. La Galatea et les deux navires escortés sont poursuivis pendant près de trois heures. La Congress parvient à capturer le navire marchand Argo. Dans le même temps, le President poursuit la Galatea, mais la perd de vue à la tombée de la nuit. La Congress et le President resteront ensemble en mer durant tout le mois de novembre, mais ne parviendront pas à trouver un seul navire battant pavillon britannique. Durant le voyage retour en direction des États-Unis, ils passent au nord des Bermudes, poursuivent jusqu'aux caps de Virginie et gagnent finalement Boston le 31 décembre 1812. Au cours de leur mission en mer, les deux frégates totalisent neuf prises,.
Les deux bâtiments se retrouvent immobilisés par le blocus mis en place par la Royal Navy à Boston, mais parviennent à le contourner le 30 avril 1813 et à prendre la mer pour leur troisième mission. Le 2 mai, ils se lancent à la poursuite du brick-sloop HMS Curlew qui parvient toutefois à leur échapper. La Congress se sépare du President le 8 du mois avant de commencer une patrouille au large des îles du Cap-Vert, puis au large des côtes du Brésil. Elle parvient seulement à capturer quatre navires marchands britanniques de petite taille et regagne le chantier naval de Portsmouth pour réparations à la fin de l'année 1813. Cependant, en cette période de guerre, les matériels et personnels tendent à se concentrer sur la région des Grands Lacs où la demande est importante. Le manque de moyens et les nombreuses opérations nécessaires à la réparation de la frégate compromettent sa réparation. Elle est donc placée en réserve où elle demeurera pour le reste du conflit,,.

### Seconde guerre barbaresque

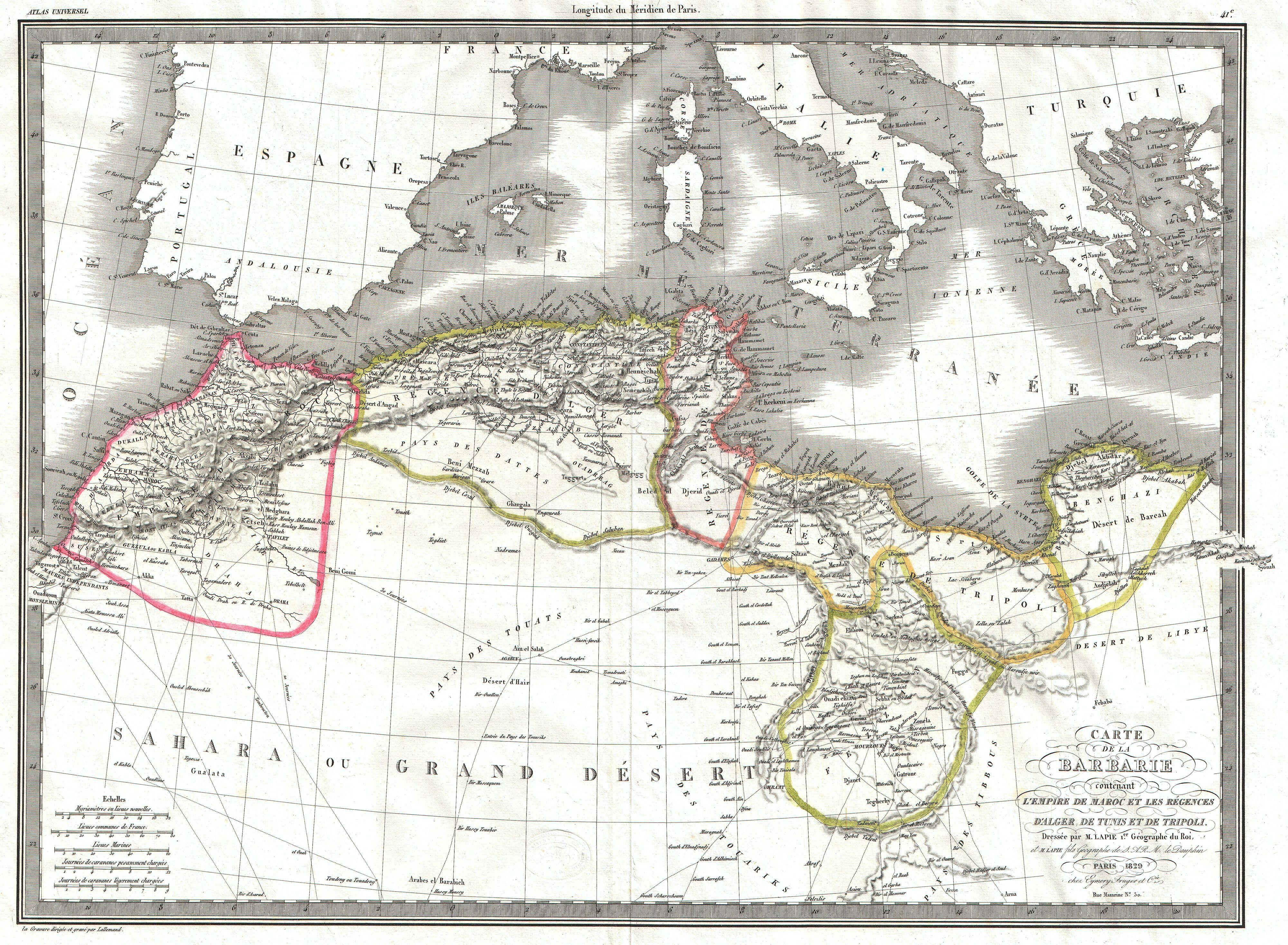
Carte des pays barbaresques.

Peu après la déclaration de guerre des États-Unis à la Grande-Bretagne en 1812, Alger mit à profit les préoccupations américaines pour la Royal Navy et commence à intercepter des navires marchands américains. Le 2 mars 1815, à la demande du président James Madison, le Congrès déclare la guerre à la régence d'Alger. La préparation de deux escadres américaines s'engage rapidement : l'une à Boston, est placée sous le commandement du commodore William Bainbridge tandis que la seconde, à New York, est placée sous la direction du commodore Stephen Decatur,.
Le capitaine Charles Morris assure le commandement de la Congress, affectée à l'escadre de Bainbridge. Après réparations et rééquipement, elle amène William Eustis, tout nouvellement nommé ambassadeur des États-Unis aux Pays-Bas, jusqu'à son poste. La Congress appareille en juin et, après quelques semaines au royaume uni des Pays-Bas, prend la direction de la Méditerranée. Elle arrive à Carthagène, en Espagne au début du mois d'août et reprend alors sa place dans le groupement naval de Bainbridge,. Durant ce laps de temps, le commodore Decatur a toutefois eu le temps de signer un traité de paix avec la régence d'Alger,.
La Congress, l'Erie, la Chippewa et le Spark naviguent sous la direction de Bainbridge qui se trouve à bord de son navire amiral, l'Independence – qui est par ailleurs le premier navire de ligne de l'US Navy à avoir été commissionné – pour une démonstration de force devant Alger,. L'escadre se présente ensuite devant Tripoli puis devant Tunis avant de gagner Gibraltar début octobre,. La Congress, tout comme de nombreux autres navires, reçoit alors l'ordre de regagner les États-Unis. Elle arrive à Newport dans l'état de Rhode Island, et y reste à quai quelque temps avant de rallier Boston où elle est retirée du service en décembre et placée en réserve,.

### Fin de carrière

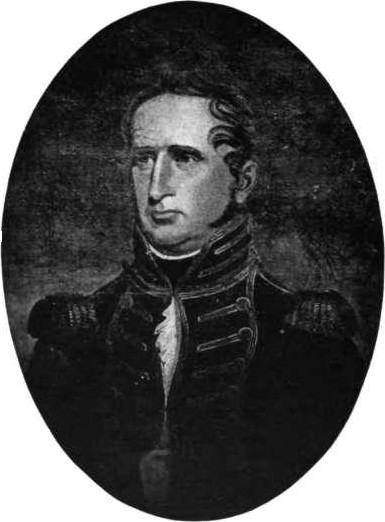
Portrait d'Arthur Sinclair, alors commodore.

En juin 1816, Charles Morris reçoit à nouveau le commandement de la Congress et prépare son bâtiment en vue d'un voyage dans le Pacifique nord. Ses ordres sont de prendre fort Astoria aux Britanniques et de rechercher dans différents ports de cette région les moyens d'améliorer des échanges commerciaux,,. Néanmoins, ces plans sont annulés lorsqu'un navire de l'US Navy entre en collision avec un bâtiment espagnol dans le golfe du Mexique. Morris se voit alors confier le commandement d'une escadre dans ce golfe, avec mission d'entretenir la pérennité du commerce maritime américain dans le secteur,,.
La Congress arrive dans le golfe du Mexique en décembre 1816 et y patrouille jusqu'en juillet 1817. Le capitaine Morris décrit ces patrouilles comme « ennuyeuses et inintéressantes »,. De là, elle se dirige vers Haïti où Morris et un agent des États-Unis négocient un arrangement avec Henri Christophe concernant un navire capturé. La Congress fait ensuite voile vers le Venezuela afin d'observer et s'informer sur le déroulement de la guerre d'indépendance du Venezuela. Elle y arrive vers le 21 août et visite quelques jours plus tard la ville de Barcelona.
À son retour au chantier naval de Norfolk plus tard cette année-là, Morris, malade, demande à être relevé de son commandement. Le capitaine Arthur Sinclair prend alors la relève,,. Sinclair débute les préparatifs d'un nouveau voyage en Amérique du Sud pour transporter un groupe de diplomates devant assurer divers pays sud-américains de l'intention américaine de rester neutre dans les guerres d'indépendance les opposant à l'Espagne. Parmi les diplomates envoyés se trouvaient notamment Caesar A. Rodney, John Graham, Theodorick Bland, Henry Marie Brackenridge, William Reed et Thomas Rodney, le fils de Caesar A. Rodney. La Congress quitte son port le 4 décembre et revient à Norfok en juillet 1818,.

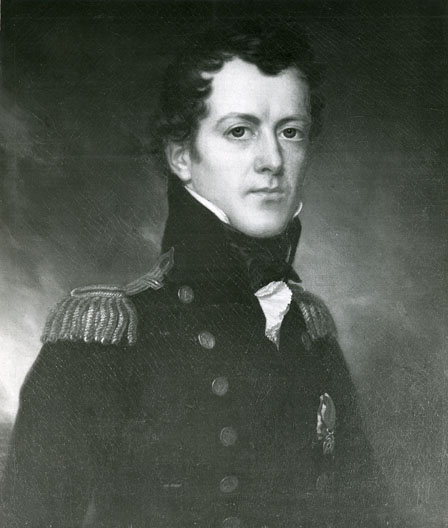
Le capitaine James Biddle peint par Joseph Wood.

Début 1819, la frégate réalise un voyage en Chine sous le commandement du capitaine John D. Henley, devenant le premier navire de guerre de l'US Navy à visiter ce pays. Elle retourne aux États-Unis en mai 1821. Peu après, des pirates des îles Caraïbes commencent à s'emparer de navires marchands américains. En réponse à ces attaques, la Congress est envoyée sur place début 1822 comme navire amiral du commodore James Biddle. La Congress capture de nombreux pirates du navire Bandara D'Sangare le 24 juillet,. Le carnet de bord fait ensuite mention du retour de la Congress à Norfolk en avril 1823. Biddle prépare alors immédiatement un nouveau voyage pour l'Espagne et l'Argentine où il doit conduire de nouveaux ambassadeurs, respectivement Hugh Nelson et Caesar A. Rodney,.
Des modifications importantes et onéreuses doivent être apportées au pont de l'équipage dans le but de transporter l'épouse de Rodney ainsi que ses onze enfants. Qui plus est, les effets personnels emportés par Rodney et décrits par Biddle comme « suffisants à remplir un gros navire marchand » sont placés dans la cale, de sorte qu'il faut déplacer une bonne partie des provisions de bord qui s'y trouvaient. Elle quitte Wilmington, dans le Delaware, le 8 juin et arrive à Gibraltar où Hugh Nelson débarque pour l'Espagne. Le 18 septembre, la Congress arrive à Rio de Janeiro où Rodney loue un navire marchand afin d'emmener sa famille et ses bagages jusqu'à Buenos Aires,. La frégate américaine peut donc retourner à Norfolk qu'elle atteint le 17 décembre.
Après son retour, la Congress sert de casernement aux nouveaux marins en attente de leur assignation sur un navire opérationnel. Elle est déplacée au gré des besoins entre les chantiers navals de Norfolk et de Washington. Elle demeure assignée à cette fonction durant dix ans, avant qu'en 1834 une enquête soit réalisée sur son état et qu'elle soit déclarée non réparable. Elle est détruite la même année,.